# Хеймер, Роберт
Роберт Джеймс Хеймер (англ. Robert James Hamer; 31 марта 1911, Киддерминстер, Вустершир, Великобритания — 4 декабря 1963, Лондон, Великобритания) — британский кинорежиссёр, писатель, сценарист.

## Биография
Роберт Хеймер родился в 1911 году в небольшом городе Киддерминстер на западе Средней Англии в семье актёра Геральда Хеймера. После получения базового образования учился в Кембриджском университете, но был отчислен. Начал работать помощником, а позже собственно монтажёром на киностудии, где принял участие в создании такого, например, известного фильма Альфреда Хичкока как «Таверна „Ямайка“». В конце 1930-х годов снимал документальные фильмы по заказу почтового ведомства Великобритании. Когда его руководитель по этому проекту перешёл на работу в компанию Ealing Studios, он пригласил молодого кинематографиста с собой. Уже с начала 1940-х годов Хеймер фактически исполнял обязанности второго режиссёра, но в титрах его фамилия не указывалась.
Первой абсолютно самостоятельной работой в качестве постановщика стала картина «Pink String and Sealing Wax» (1945 год), а уже третий его фильм стал, по мнению историков этого искусства, поворотным пунктом британского кинематографа, сместив внимание от исканий высшего общества к бытовой проблематике среднего обывателя. Он, с одной стороны, вобрал в себе традиции французского Поэтического реализма. С другой, лента стала первым воплощением творческой идеологии Британской новой волны, которая окончательно сформировалась только через десять лет.
В 1949 году выходит ещё одна картина Роберта Хеймера — «Добрые сердца и короны», ставшая, вероятно, самой известной работой режиссёра. Британским институтом кино она включена под номером 6 в список 100 лучших британских фильмов за 100 лет. Кроме того, фильм был номинирован на Золотого льва Каннского кинофестиваля. К сожалению, карьера Роберта Хеймера после этого успеха быстро пошла на спад — он злоупотреблял алкоголем. Его последний фильм «Школа для негодяев» был завершён другим режиссёром, так как Хеймер открыто страдал от психозов и галлюцинаций, вызванных алкогольным делирием. Кинематографист скончался в возрасте 52 лет: ослабленный организм не перенёс воспаления лёгких. Критик и публицист Дэвид Томсон назвал подобный финал «наиболее серьёзной утратой таланта в послевоенном британском кино».

## Избранная фильмография
| Год  |   | Русское название                | Оригинальное название       | Роль                     |
| ---- | - | ------------------------------- | --------------------------- | ------------------------ |
| 1945 | ф | Глубокой ночью                  | Dead of Night               | режиссёр одной из новелл |
| 1945 | ф |                                 | Pink String and Sealing Wax | режиссёр                 |
| 1947 | ф | В воскресенье всегда идёт дождь | It Always Rains on Sunday   | режиссёр                 |
| 1949 | ф | Паук и муха                     | The Spider and the Fly      | режиссёр                 |
| 1949 | ф | Добрые сердца и короны          | Kind Hearts and Coronets    | режиссёр, сценарист      |
| 1952 | ф | Его Превосходительство          | His Excellency              | режиссёр, сценарист      |
| 1953 | ф | Не забыть никогда               | The Long Memory             | режиссёр, сценарист      |
| 1954 | ф | Отец Браун                      | Father Brown                | режиссёр, сценарист      |
| 1959 | ф | Козёл отпущения                 | The Scapegoat               | режиссёр, сценарист      |
| 1960 | ф | Школа для негодяев              | School for Scoundrels       | режиссёр                 |